# Alexander Bergmann
Alexander Bergmann (ur. 16 maja 1987 w Berchtesgaden) – niemiecki snowboardzista. Jak do tej pory nie startował na igrzyskach olimpijskich. Jego najlepszym wynikiem na mistrzostwach świata w snowboardzie było 21. miejsce w gigancie równoległym na mistrzostwach w Stoneham. Najlepsze wyniki w Pucharze Świata w snowboardzie osiągnął w sezonie 2011/2012, kiedy to zajął 25. miejsce w klasyfikacji PAR.

## Sukcesy

### Mistrzostwa Świata
| Miejsce | Dzień       | Rok  | Miejscowość | Konkurencja       | Zwycięzca     |
| ------- | ----------- | ---- | ----------- | ----------------- | ------------- |
| 21.     | 25 stycznia | 2013 | Stoneham    | Gigant równoległy | Benjamin Karl |
| 35.     | 27 stycznia | 2013 | Stoneham    | Slalom równoległy | Rok Marguč    |

### Puchar Świata

#### Miejsca w klasyfikacji generalnej
- 2006/2007 – 277.
- 2007/2008 – 196.
- 2008/2009 – 296.
- 2009/2010 – 322.
- 2010/2011 – 88.
- 2011/2012 – 25.
- 2012/2013 – 26.
- 2013/2014 –

#### Zwycięstwa w zawodach
1. Bad Gastein – 10 stycznia 2013 (slalom równoległy)